# Banakorosso
Banakorosso est une commune rurale situé dans le département de Karangasso-Sambla de la province du Houet dans la région des Hauts-Bassins au Burkina Faso.

## Géographie
Le village de Banakorosso est constitué de deux parties : l'« ancien village », situé à l'est ; et le « nouveau village » situé environ 2 km à l'ouest de l'ancien.

## Éducation et santé
Le centre de soins le plus proche de Banakorosso est le centre de santé et de promotion sociale (CSPS) de Karangasso-Sambla.